# South Jason
Pour les articles homonymes, voir Jason (homonymie).
L'île South Jason, (en anglais : South Jason Island) est une petite île longue située au sud de l'île Elephant Jason. C'est une partie des îles Jason dans les îles Malouines. Avec Elephant et Flat Jason, c'est l'une des "Islas las Llaves" en espagnol (les îles Jason étant divisés en deux groupes dans cette langue).

## Administration
L'île est administrée par le Royaume-Uni dans le cadre du Territoire britannique d'outre-mer des îles Falkland. Elle est revendiquée par la République argentine, qui en fait une partie du Département des îles de l'Atlantique Sud dans la province de Terre de Feu, Antarctique et îles de l'Atlantique sud.

## Guerre des Malouines
Pendant la guerre des Malouines, deux Douglas A-4 Skyhawk argentins se sont écrasés sur l'île le 9 mai 1982.
Les deux pilotes (le lieutenant Jorge Casco et le lieutenant Jorge Farias) ont été tués. Le C-313 (l'avion du Lieutenant Casco) a été filmé juste avant qu'il ne s'écrase lors d'un ravitaillement en vol. Le 12 janvier 2001, une équipe EOD s'est rendue sur l'île pour rechercher toutes les munitions restées actives depuis la guerre.
Les restes de Casco ont été retrouvés après la fin de la guerre (1999). Il a été enterré le 7 mars 2009 au cimetière de Darwin sur l'île de Soledad. Sa famille a exigé que sa dépouille y soit enterrée à son retour du continent argentin en juillet 2008 pour un test ADN afin de confirmer son identité.